# Nealita
La nealita és un mineral de la classe dels òxids. Rep el non em honor de Leo Neal Yedlin (Brooklyn, Nova York, 20 de març de 1908 – New Haven, Connecticut, 7 d'octubre de 1977), advocat nord-americà, autor i destacat col·leccionista de minerals, qui va descobrir el mineral. Un altre mineral, la yedlinita, també és anomenat en honor seu.

## Característiques
La nealita és un òxid de fórmula química Pb₄Fe2+(As3+O₃)₂Cl₄·2H₂O. Cristal·litza en el sistema triclínic. La seva duresa a l'escala de Mohs és 4.
Segons la classificació de Nickel-Strunz, la nealita pertany a «04.JD - Arsenits, antimonits, bismutits; amb anions addicionals, amb H₂O» juntament amb els següents minerals: seelita i tooeleïta.

## Formació i jaciments
Va ser descoberta al districte de Làurion, dins la prefectura d'Àtica (Grècia). També ha estat descrita en altres indrets del país, així com a Itàlia, Polònia, Alemanya i França.